# Droszków (województwo dolnośląskie)

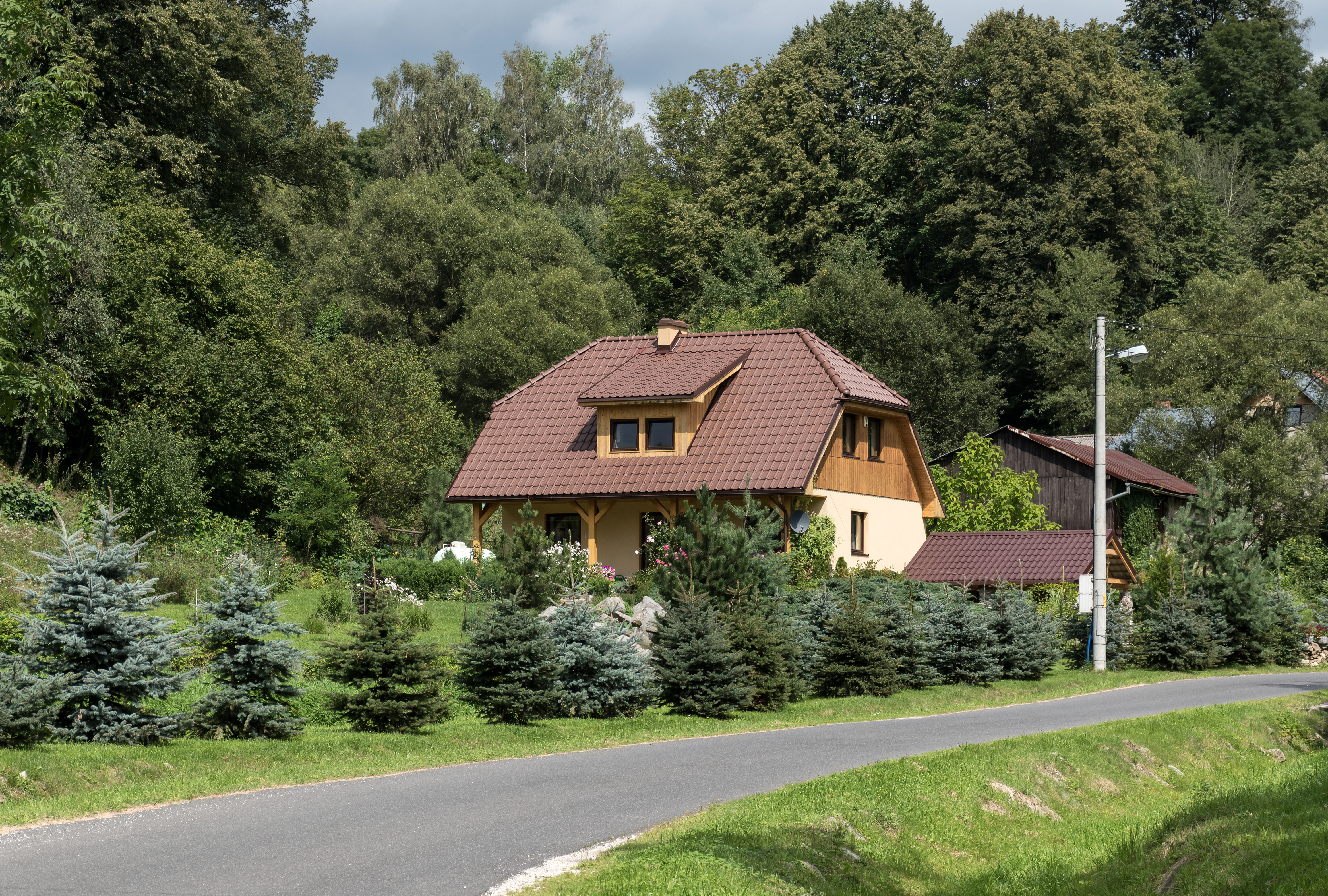
Dom w Droszkowie.

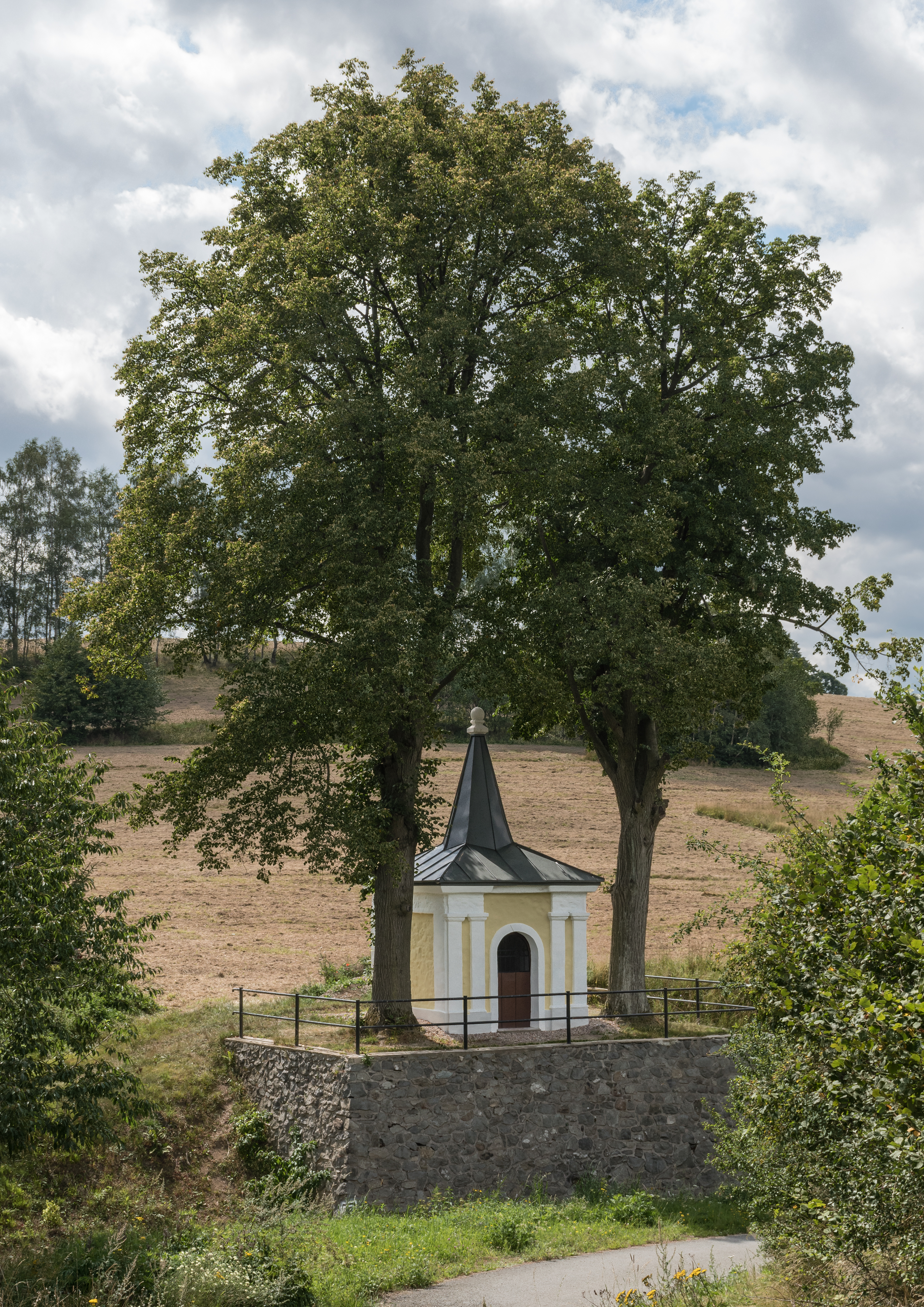
Kapliczka przydrożna w Droszkowie

Droszków (niem. Droschkau) – wieś sołecka w Polsce, położona w województwie dolnośląskim, w powiecie kłodzkim, w gminie Kłodzko. W latach 1975–1998 miejscowość administracyjnie należała do województwa wałbrzyskiego.

## Geografia

### Położenie geograficzne
| Rodzaj               | Powierzchnia (ha) | %     |
| -------------------- | ----------------- | ----- |
| użytki rolne         | 242               | 51,6% |
| tereny zamieszkane   | 25                | 5,3%  |
| lasy                 | 202               | 43,1% |
| Powierzchnia wsi (Σ) | 469               | 100%  |

Droszków leży na granicy Gór Złotych i Wzgórz Rogówki w Kotlinie Kłodzkiej, w Sudetach, w południowo-zachodniej Polsce. Od Kłodzka, siedziby powiatu i gminy, jest oddalony o około 7 km. Na zachodzie graniczy z Jaszkową Dolną, na północy z Wojciechowicami, na wschodzie z Chwalisławiem i Orłowcem.
Według danych z 2008 r. wieś zajmowała obszar 4,69 km², co stanowiło 1,86% gminy Kłodzko.

### Warunki naturalne
Droszków jest niewielką wsią ciągnącą się wzdłuż Brodka (potocznie Droszkowskiej Wody) na wysokości około 440–500 m n.p.m. w dolinie, położonej poniżej Przełęczy Droszkowskiej. Jej najbliższe otoczenie stanowią użytki rolne, z kolei lasy rosną jedynie na wschód od zabudowań wsi, na grzbiecie Gór Złotych. Skrajem tych lasów biegnie granica Śnieżnickiego Parku Krajobrazowego.

### Budowa geologiczna
Okolice Droszkowa charakteryzują się ciekawą budową geologiczną. Od zachodu występują sjenity, na których zalegają niewielkie skupiska granodiorytmów amfibolowych. W granitoidach kłodzko-złotostockich występuje kordieryt, a w hornfelsach kordierytowych ukazują się drobne granaty. Z kolei w granoporfirach występuje augit oraz rzadziej piryt.

## Demografia
Dane demograficzne

## Nazwa
Według niemieckiego językoznawcy Heinricha Adamy’ego nazwa miejscowości należy do grupy nazw patronomicznych i pochodzi od słowiańskiego imienia założyciela oraz pierwszego właściciela wsi Drożka. W swoim dziele o nazwach miejscowości na Śląsku wydanym w 1888 roku we Wrocławiu Adamy wymienia jako najstarszą zanotowaną nazwę miejscowości Drożki podając jej znaczenie "Dorf des Droszko" czyli po polsku "Wieś Droszka, Drożka". Nazwa wsi została później zgermanizowana na Droschkau i utraciła swoje pierwotne znaczenie.

## Historia
| 1357 | Droschkaw         |
| 1385 | Droschkow         |
| 1417 | Drasskow Droszkow |
| 1419 | Droschka Drosska  |
| 1493 | Druschkou         |
| 1499 | Droszka           |
| 1549 | Droske            |
| 1667 | Droski            |
| 1743 | Droschkau         |
| 1945 | Drążków           |
| 1950 | Drożków           |
| 1950 | Droszków          |

### Początki wsi i średniowiecze
Droszków powstał przypuszczalnie przed połową XIII w., jako jedna ze starszych osad w tym rejonie ziemi kłodzkiej, mimo to w dokumentach pierwsze wzmianki na jego temat pojawiają się dopiero w dokumencie z 1357 r. Jest w nim mowa o tym, że wchodził w skład dóbr trzebieszowickich, które należały do rodu von Czeschwitzów.
W 1405 r. Hering z Jaszkowej Górnej ufundował tutaj kaplicę grzebalną św. Barbary, której istnienie jako kościoła filialnego potwierdził wystawiony w 1493 w Rzymie dokument. W okresie średniowiecza Droszków stał się dziedzicznym wolnym sędziostwem, które w 1419 r. posiadał sędzia Nicklas, a w 1499 r. niejaki Mertin. Następnie wieś stała się własnością kameralną, która przeszła we władanie miasta Kłodzka.

### Okres nowożytny
W 1631 r. osadę zamieszkiwało 5 gospodarzy płacących podatki kościelne takie jak dziesięcina czy świętopietrze. W 1689 r. nastąpiła kolejna zmiana właściciela. Miasto Kłodzko odsprzedało Droszków sędziemu Fischerowi, co spowodowało ponowne powstanie wolnego sędziostwa.
Połowa wieku XVIII przyniosła zmianę przynależności państwowej wsi wraz z całym hrabstwem kłodzkim z Monarchii Habsburskiej na Królestwo Pruskie na mocy pokojów: wrocławskiego w 1742 r. i hubertusburskiego z 1763 r., które kończyły tzw. wojny śląskie.
W 1747 r. właścicielem wsi był sędzia F. Kuntscher, a mieszkało w niej 3 kmieci, 30 zagrodników i chałupników. W 1765 r. Kuntscher nadal pozostawał posiadaczem Droszkowa, ale przybyło mu mieszkańców. Osadę zamieszkiwało 3 kmieci, 26 zagrodników i 14 chałupników, w tym 4 rzemieślników. W 1787 r. znajdował się tu folwark sędziowski i młyn wodny oraz 39 domów, które zamieszkiwało 3 kmieci i 34 zagrodników, w tym 11 rzemieślników.

### Wiek XIX i dwudziestolecie międzywojenne
Kolejne stulecie nie przyniosło większych zmian. Droszków nadal należał do rodu Kutscherów vel Kintscherów jako wolne sędziostwo. W 1825 r. znajdowały się tu 43 budynki, a w 1840 r. – 46, w tym kaplica cmentarna, młyn wodny, tartak, wapiennik, a wśród mieszkańców było 8 tkaczy chałupników. Dopiero w 1870 r. jako właściciel resztówki dworskiej, obejmującej 103 morgi, wystąpił niejaki Volkmer. Pomimo atrakcyjnego położenia Droszków nie odegrał większej roli w kształtującej się wówczas turystyce, chociaż przez Przełęcz Droszkowską wiódł już wtedy popularny szlak na Ptasznik.

### Droszków po 1945 roku
Po 1945 r. wieś znalazła się na mocy konferencji poczdamskiej w granicach Polski, co oznaczało przesiedlenie dotychczasowej niemieckiej ludności w głąb Niemiec w latach 1945–1947. Wieś stopniowo wyludniała się oraz zanikło rzemiosło. Obecnie pozostało w niej 50% pierwotnego stanu zaludnienia z połowy XX w.

## Zabytki

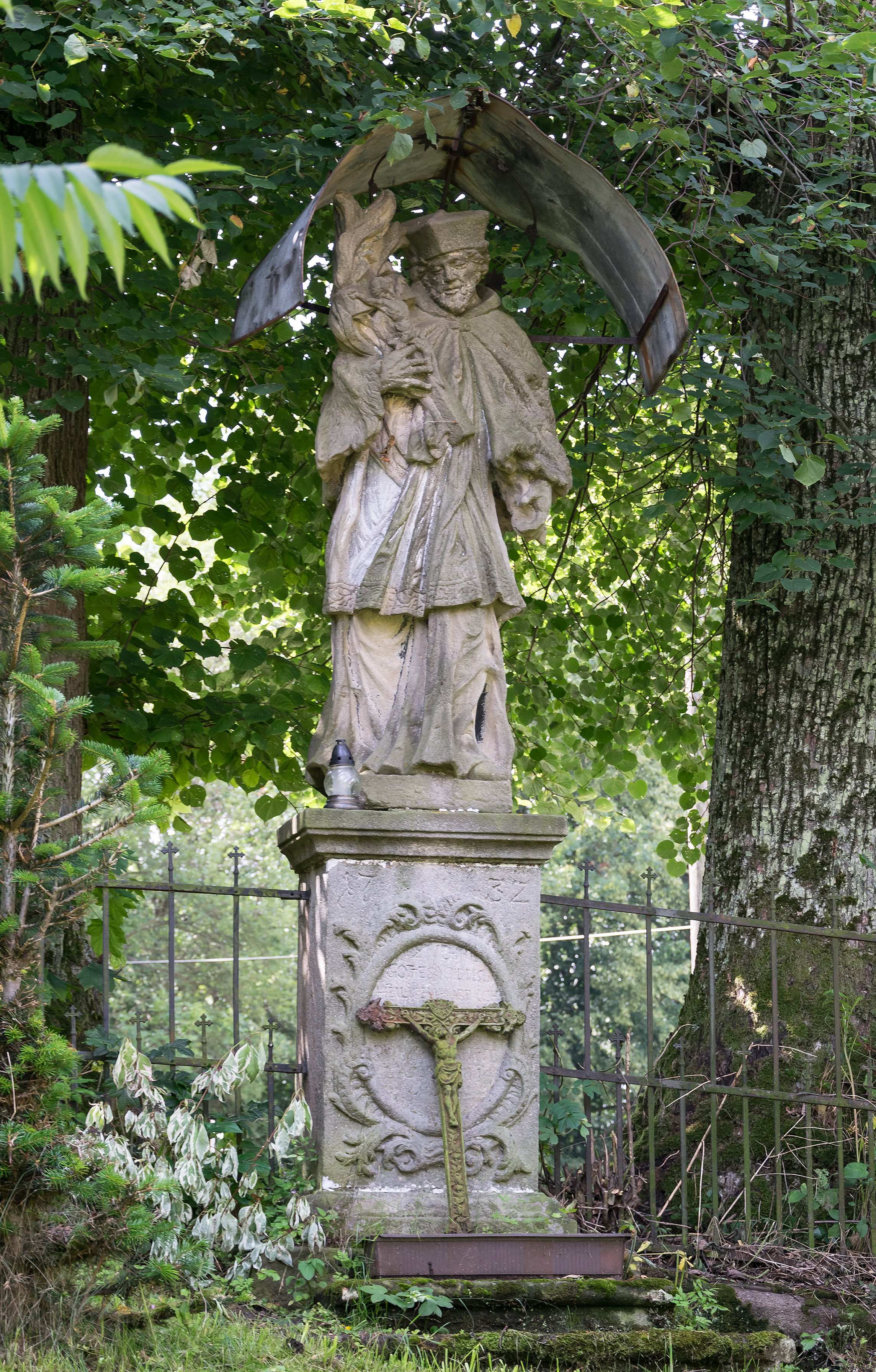
Figura św. Jana Nepomucena przy kościele

Do wojewódzkiego rejestru zabytków wpisany jest obiekt:
- kościół fil. pw. św. Barbary, pochodzi z XV-XIX w. przebudowany w XVII lub na początku XVIII w. w stylu barokowym[17].

inne zabytki:
- domy mieszkalne i budynki gospodarcze:
  - Nr 4 – mieszkalny, murowany z końca XIX w. i dwa budynki gospodarcze z końca XIX w.
  - Nr 14 – mieszkalny, murowany z końca XIX w.
  - Nr 35 – mieszkalny z połowy XIX w.
- zespół kapliczek i kolumn maryjnych:
  - kapliczka domkowa – znajduje się na skarpie drogi Przełęczy Droszkowskiej, murowana kaplica z Pietą, ołtarzem z 1679 r. i obrazami z XVII w.
  - Figura św. Jana Nepomucena – znajduje się przy kościele, barokowa z 1782 r.
  - Kolumna Maryjna – jedna z najstarszych na ziemi kłodzkiej, pochodzi z 1699 r.
  - Ukrzyżowanie – z 1812 r., fundacja F. Kolbego.
  - Pasja – z 1820 r.
  - Figura św. Franciszka Ksawerego – kamienna, dłuta Raucha z 1878 r.
  - Krzyż – znajduje się przy gł. drodze, ufundowany przez L. Orskiego jako wotum za uratowanie życia 30 stycznia 1988 r. podczas rajdu samochodowego.

## Edukacja i kultura
We wsi w okresie międzywojennym działa szkoła podstawowa, która istniała do lat 70. XX w. Została zlikwidowana wraz z reorganizacją oświaty na terenie gminy wiejskiej Kłodzko. Obecnie dzieci w wieku 7-13 lat uczęszczają do szkoły podstawowej w Jaszkowej Dolnej. Młodzież w wieku 13-16 lat kontynuuje naukę w Gimnazjum Publicznym im. Władysława Reymonta w Kłodzku.
Droszków nie posiada osobnej parafia katolickiej. Tutejsi mieszkańcy należą do parafii św. Mikołaja w Jaszkowej Górnej.

## Administracja
Droszków po zakończeniu II wojny światowej znalazł się w granicach Polski. W latach 1945–1973 wieś tworzyła wspólną gromadę z Jaszkową Górną, wchodzącą w skład powiatu kłodzkiego w województwa wrocławskiego. Po zmianach w podziale terytorialnym kraju z 1975 r. weszła ona w skład gminy Kłodzko.
Mieszkańcy wsi wybierają do Rady Gminy jednego radnego co 4 lata, tworząc wspólny okręg wyborczy z Jaszkową Górną i Marcinowem.

## Infrastruktura

### Transport
Droszków leży na uboczu ważnych szlaków komunikacyjnych ziemi kłodzkiej. Przez wieś przebiega lokalna droga z Ołdrzychowic Kłodzkich do Jaszkowej Górnej. Komunikację autobusową zapewnia PKS Kłodzko. W samej wsi znajdują się dwa przystanki autobusowe. Najbliższa stacja kolejowa znajduje się w Kłodzku – Kłodzko Miasto, po zamknięciu w 2004 ruchu osobowego na linii Kłodzko Główne-Stronie Śląskie.

### Bezpieczeństwo
W zakresie ochrony przeciwpożarowej oraz innych miejscowych zagrożeń – Droszków podlega rejonowi działania Powiatowej Straży Pożarnej oraz Komendzie Powiatowej Policji w Kłodzku. Funkcję dzielnicowego sprawuje asp. Maciej Franczak.

## Gospodarka
Droszków jest wsią rolniczą, jednak wyłącznie z pracy w tym sektorze gospodarki utrzymuje się ok. 35% ludności czynnej zawodowo. Pozostali mieszkańcy dojeżdżają do pracy w innych miejscowościach. W 1978 r. we wsi było czynnych 22 gospodarstw rolnych, a już dziesięć lat później pozostało ich już tylko 15. Sąsiednie tereny nadają się nieźle do wypasów. Poniżej wsi w dolinie Brodka znajdują się stawy rybne.
Wieś zawsze znajdowała się w orbicie wpływów Jaszkowej Górnej, jednak funkcjonalnie ciążyła w kierunku Ołdrzychowic Kłodzkich i Skrzynki. W tej pierwszej miejscowości mieszkańcy Droszkowa przez wiele lat znajdowali zatrudnienie w zakładach przemysłowych. Podstawę bytu mieszkańców stanowi obecnie głównie rolnictwo oraz praca w lasach i okolicznych kamieniołomach.

## Turystyka
Droszków należy do jednej z ładniej położonych wsi w Kotlinie Kłodzkiej, pomiędzy Górami Złotymi a Krowiarkami, mimo to funkcja turystyczna wsi nie jest tutaj zbyt dobrze rozbudowana.

## Szlaki turystyczne
Bystrzyca Kłodzka – Stary Waliszów – Romanowo – Ołdrzychowice Kłodzkie – Rogówek – Droszków – Przełęcz Leszczynowa – Chwalisław – Złoty Stok